# Oberes Victoria-Firnfeld
Das Obere Victoria-Firnfeld ist ein 25 km2 großes Firnfeld im ostantarktischen Viktorialand. Es liegt am Kopfende des Oberen Victoria-Gletschers östlich des Plateaus The Fortress zwischen der Clare Range und der Cruzen Range.
Das Advisory Committee on Antarctic Names benannte das Firnfeld 2005 in Anlehnung an die Benennung des Oberen Victoria-Gletschers. Dessen Namensgeber ist die Alma Mater der Victoria University of Wellington, Ausrichter der ab 1957 begonnenen Forschungsreihe der Victoria University’s Antarctic Expeditions.